# Chorwaccy posłowie do Parlamentu Europejskiego 2019–2024
Chorwaccy posłowie IX kadencji do Parlamentu Europejskiego zostali wybrani w wyborach przeprowadzonych 26 maja 2019, w których wyłoniono 11 deputowanych. W 2018 zaplanowano przyznanie Chorwacji 1 dodatkowego mandatu (w ramach rozdzielenia części mandatów przynależnych Wielkiej Brytanii), jednak procedura jego obsadzenia została opóźniona w związku z przesunięciem daty brexitu i przeprowadzeniem wyborów również w Wielkiej Brytanii.

## Posłowie według list wyborczych
Chorwacka Wspólnota Demokratyczna
- Sunčana Glavak, poseł do PE od 1 grudnia 2019
- Karlo Ressler
- Tomislav Sokol
- Željana Zovko

Socjaldemokratyczna Partia Chorwacji
- Biljana Borzan
- Predrag Matić
- Tonino Picula
- Romana Jerković, poseł do PE od 1 lutego 2020 (objęcie mandatu było zawieszone do czasu brexitu)

Hrvatski suverenisti
- Ladislav Ilčić (Hrast), poseł do PE od 1 lipca 2021

Lista Mislava Kolakušicia
- Mislav Kolakušić

Żywy Mur
- Ivan Vilibor Sinčić

Koalicja Amsterdamska
- Valter Flego (IDS-DDI)

Byli posłowie IX kadencji do PE
- Dubravka Šuica (z listy HDZ), do 30 listopada 2019
- Ruža Tomašić (z listy Hrvatski suverenisti-HKS), do 30 czerwca 2021